# Ita-Djèbou
Ita-Djèbou è un arrondissement del Benin situato nella città di Sakété (dipartimento dell'Altopiano) con 12.318 abitanti (dato 2006).